# Szabó Zsolt (labdarúgó, 1967)
Szabó Zsolt (Szabó I. Zsolt, Szombathely, 1967. november 3. –) labdarúgó, hátvéd.

## Pályafutása

### Klubcsapatban
Szabó Zsolt 1986 és 2000 között a Zalaegerszegi TE labdarúgója volt; a Szabó I. Zsolt nevet a szintén a zalai klubnál futballozó Szabó II. Zsolttól való megkülönböztetés végett kapta. Szabó a ZTE színeiben a magyar élvonalban 237 bajnoki mérkőzésen 4 gólt szerzett. Az 1989–1990-es szezonban kölcsönben a szintén élvonalbeli Bp. Honvéd SE csapatában futballozott, öt bajnoki mérkőzésen szerepelt. Pályafutása végén futballozott még Ausztriában is.